# متحف الحديقة

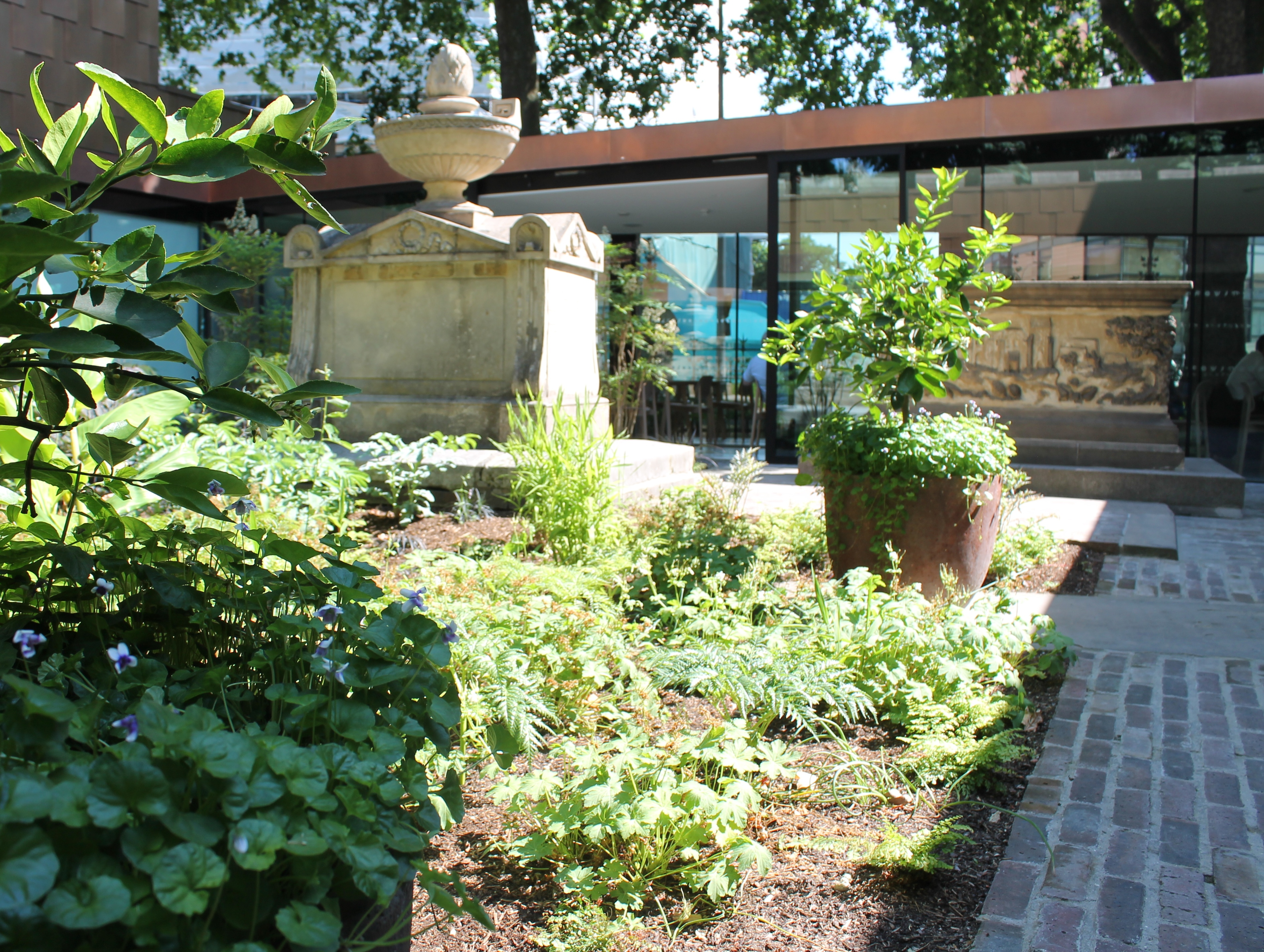
حديقة ساكلر، التي صممها دان بيرسون كجزء من مشروع إعادة التطوير. يحتوي على مقابر الكابتن بيلي (يسار) والترافيد (يمين)

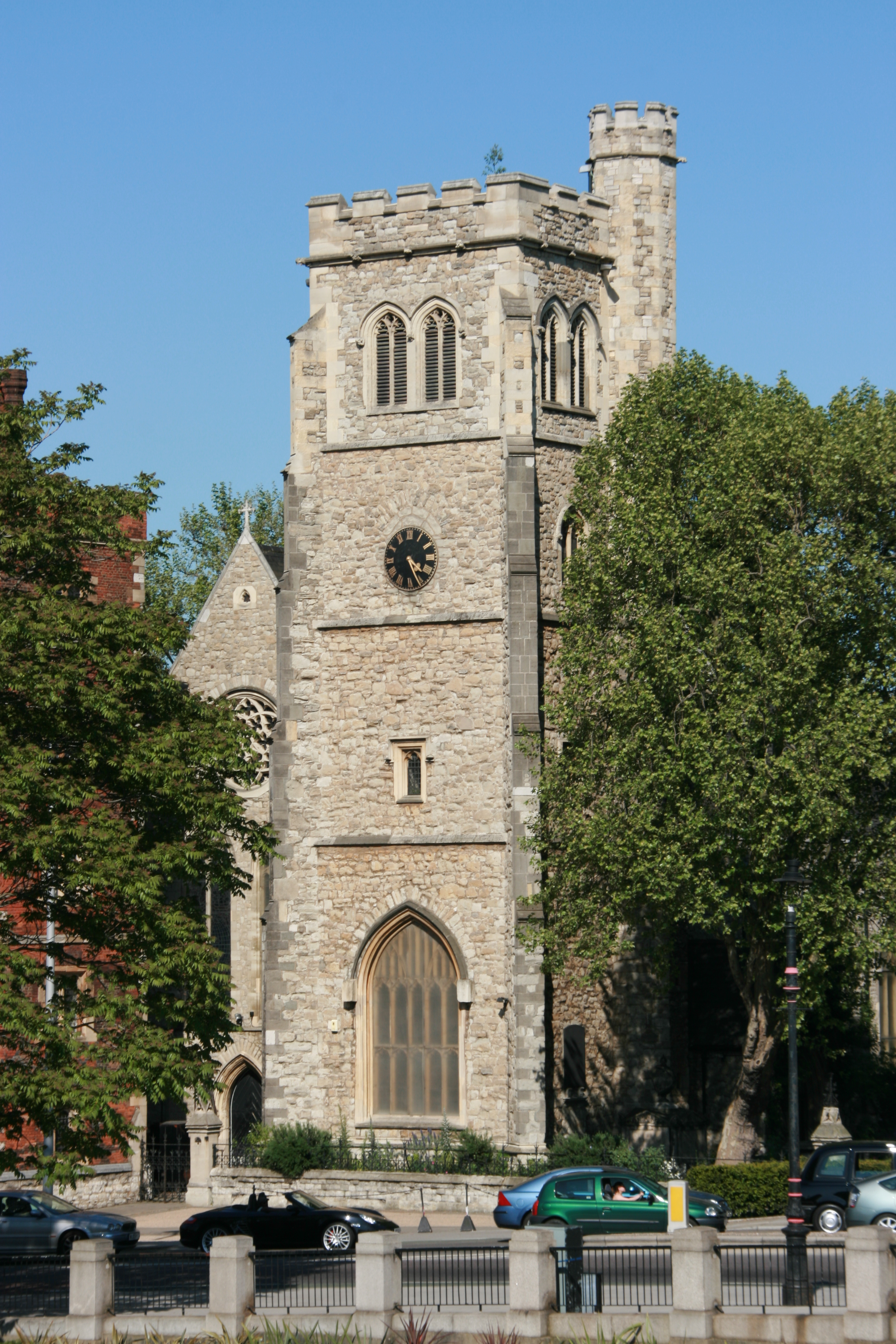
يقع متحف حديقة في كنيسة القديسة ماري في لامبث السابقة

متحف الحديقة (المعروف سابقًا باسم متحف تاريخ الحدائق) هو متحف بريطانيا الوحيد للفن والتاريخ وتصميم الحدائق. أعيد افتتاح المتحف في عام 2017 بعد مشروع إعادة تطوير دام 18 شهرًا.
المبنى هو إلى حد كبير إعادة الإعمار الفيكتوري لكنيسة القديسة ماري في لامبيث التي تم تفكيكها في عام 1972 وكان من المقرر هدمها. يقع بجوار قصر لامبث على الضفة الجنوبية لنهر التايمز في لندن، على لامبيث رود. في عام 1976، تتبع جون وروزماري نيكولسون قبر البستانين الملكيين وصيادي النباتات في القرن السابع عشر جون تراديسكانت الأكبر والأصغر سناً إلى ساحة الكنيسة، وكانا مصدر إلهام لإنشاء متحف تاريخ الحدائق. كان أول متحف في العالم مخصص لتاريخ البستنة.
يقع المتحف الرئيسي في المتحف في الطابق الأول، في جسم الكنيسة. تشتمل المجموعة على أدوات وفن وزمن لزراعة الحدائق، بما في ذلك معرض حول تصميم الحدائق وتطور الحدائق، بالإضافة إلى استجمام سفينة تراديسكانت التي تعود إلى القرن السابع عشر. المجموعات تعطي نظرة ثاقبة في التاريخ الاجتماعي للبستنة وكذلك الجوانب العملية للموضوع. هناك ثلاثة مساحات عرض مؤقتة تنظر إلى جوانب مختلفة من النباتات والحدائق وتتغير كل ستة أشهر تضمنت إعادة تطوير المتحف، الذي اكتمل عام 2017، تصميمين جديدين للحديقة. تقع حديقة ساكلر، التي صممها دان بيرسون في وسط الفناء، لتحل محل عقدة العقد، وتم تصميم حديقة المتحف الأمامية من قبل كريستوفر برادلي هول.
في عام 2006، تم تعيين كريستوفر وودوارد، المدير السابق لمتحف هولبورن في باث، سومرست، مديراً لمتحف جاردن.

## روابط خارجية
- الأحداث والمعارض المؤقتة في متحف الحديقة
- نعي روزماري نيكولسون، مؤسس المتحف، 26 نوفمبر 2004 ، تلغراف
- كنيسة القديسة ماري، دخول لامبيث في مسح لندن